# Slieve Rushen
Slieve Rushen, ou Slieve Russell ou Ligavegra (ou encore Legavagra, Ligavagra), est une montagne du comté de Cavan en république d'Irlande. Son versant nord-est est traversé par la frontière avec l'Irlande du Nord.

## Toponymie
Le nom Slieve Rushen vient du gaélique Sliabh Ros-in qui signifie « la montagne du petit bois ». Cependant, une explication alternative du nom est donnée dans un texte irlandais écrit vers 1400, du Livre jaune de Lecan (en) (intitulé « L'établissement du manoir de Tara »), dans lequel le verset 34 indique :
« daughter of Toga of the grey stormy sea, 

at that time ’twas a woman, 

she from whom Sliabh Raisen is named »
« fille de Toga de la mer grisonnante,

à cette époque, c'était une femme,

elle de qui Sliabh Raisen est nommée ».
La mention la plus ancienne de ce nom est parue dans les Annales des quatre maîtres de l’année 1111 : « Une excursion prédatrice a été faite par Toirdhealbhach Ua Conchobhair et il a pillé Tearmann-Dabheog. Il s'est livré à une autre excursion prédatrice ; il a pillé aussi loin que Beann-Eachlabhra, Sliabh-Ruisen et Loch-Eirne ».

## Géographie
Le sommet atteint une altitude de 404 mètres,.

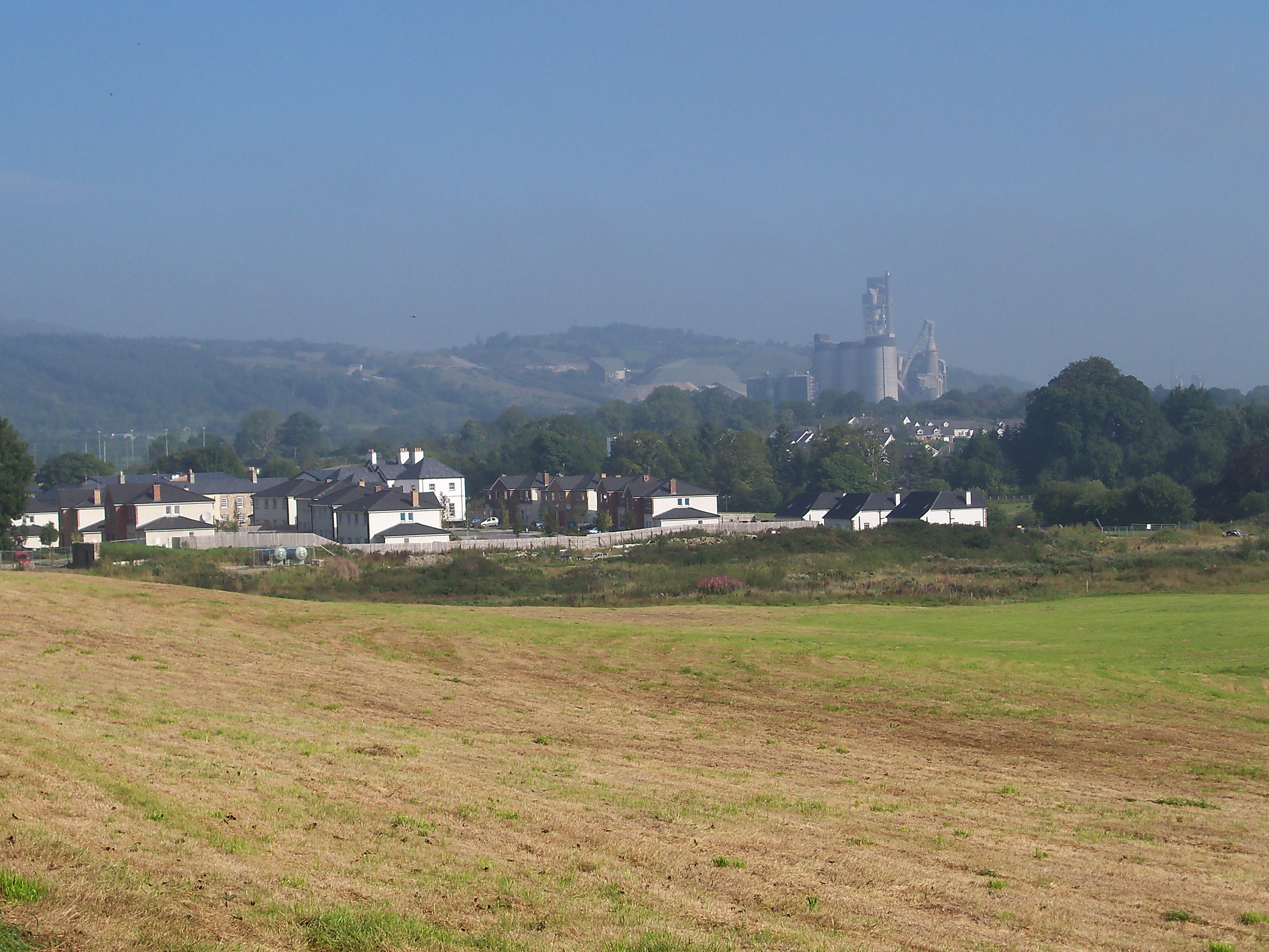
Ballyconnell et la cimenterie Derrylin de Gortmullan, avec Slieve Rushen en arrière-plan.

La montagne est composée de calcaire gris recouvert de grès et de schiste.
La végétation est principalement constituée de bruyère, de forêts de pins et de pâturages.
La montagne abrite plusieurs cavités, notamment Pollnagollum (grotte de 16 km de long) et Tory Hole, une destination prisée des spéléologues.
Elle fait partie de la zone de patrimoine naturel de la tourbière de Slieve Rushen (Slieve Rushen Bog Natural Heritage Area).

## Histoire
La montagne est habitée depuis au moins 3000 av. J.-C., comme en témoignent les sépultures mégalithiques (cairns à cour et dolmens) qui subsistent encore dans les agglomérations de Doon, Aughrim et Aghnacally.
À l'époque de la Plantation of Ulster, en 1609, Slieve Rushen faisait partie des terres concédées à John Sandford de Castle Doe, comté de Donegal, par lettres patentes en date du 7 juillet 1613.
La concession ne concernait essentiellement que le sommet de la montagne, car les terres situées sur les pentes les plus basses avaient déjà été accordées à d'autres bénéficiaires de la Plantation, comme indiqué sur les cartes des baronnies de 1609,,.
La montagne fut vendue plus tard par Sandford à l'oncle de sa femme, Toby Caulfeild, 1er baron Caulfeild, maître de l'ordonnance. Caulfield confirma la vente par des lettres patentes du 12 juillet 1620.
La montagne appartint plus tard à Magdalen Gwyllym, la fille de John Sandford, épouse de Thomas Gwyllym, propriétaire du domaine de Ballyconnell.
Après la bataille de Scarrifholis, le 21 juin 1650, à la fin des Guerres confédérées irlandaises, les rebelles irlandais vaincus se sont dispersés et, selon le journal du colonel Henry McTully O'Neill : « Après cela, chacun s'est protégé de son mieux, sauf quelques-uns qui se sont échappés à Sleaue Russell en Ulster, aucune garantie de protection n'a été accordée ».

## Activités
La roche est exploitée à grande échelle par des entreprises locales.
Slieve Rushen Wind Farm, un parc éolien, a été implanté sur la montagne pour la production d'électricité.